# Bordeaux Étudiants Club (omnisports)
Pour les articles homonymes, voir Bordeaux Étudiants Club.
Le Bordeaux Étudiants Club est un club omnisports basé à Bordeaux en France.

## Histoire
Le club est fondé en 1897 sous le nom de Bordeaux Université Club (BUC) par de jeunes étudiants en médecine . Ce dernier fusionne en 1901 avec le Stade bordelais, fondé en 1889, pour former le « Stade bordelais Université Club » (SBUC). Cependant cette fusion est une amère déception pour le jeune secrétaire du BUC, le futur docteur Paul Fournial, qui, dès la fin de son service militaire, décide de créer en 1903, un authentique club réservé aux étudiants afin de contrer ce Stade bordelais « qui se dit universitaire » : le « Bordeaux Étudiants Club » (BEC), section sportive de l'Association générale des étudiants de Bordeaux,. 
Cela fait de lui le plus ancien club universitaire de France, ainsi qu'un des plus vieux clubs de Bordeaux avec le Stade bordelais et les Girondins de Bordeaux

## Sections du club
Le club est notamment connu pour ses sections de handball, dont la section féminine a été trois fois championne de France, et de rugby à XV qui a évolué plusieurs saisons dans l'élite féminine.
Elle a aussi compté dans ses rangs Brigitte Latrille-Gaudin, médaille d'or en fleuret par équipe aux Jeux olympiques de Moscou en 1980.

### Section masculine de rugby à XV
Parmi les personnalités du club, on retrouve entre autres :
- Clément Dupont, entraîneur dans les années 1930 à années 1940[5].

## Fermetures successives des locaux
En 2021, la convention entre l'Etat, le BEC, et la ville de Bordeaux concernant l'occupation des bâtiments par le BEC arrive à son terme. L'université de Bordeaux devient alors propriétaire des locaux, conformément au transfert de son patrimoine par l'Etat en 2019,. Le BEC, qui bénéficiait gratuitement des terrains, doit à présent payer un loyer de 60 000 € par an (dont environ 27 000 € pour le rugby).
Le 27 juillet 2022, le président de l'université de Bordeaux, Dean Lewis, publie un arrêté ordonnant la fermeture d'une grande partie des locaux du BEC, dont les normes de sécurité incendie seraient défaillantes. Le restaurant, le club-house, les locaux administratifs, la section de pelote basque, la salle de musculation et le centre de loisirs sont interdits d'accès,. Après un an de négociations, la construction d'un nouveau club-house sur le campus de Pessac est annoncée en 2023.
L'année 2023 est marquée par des occupations à répétition des terrains et locaux du BEC par des gens du voyage. Après une première occupation de 6 mois s'achevant en octobre, ces derniers reviennent en novembre s'installer sur le terrain de rugby et dans l'ancien club-house. L'installation de constructions modulaires prévue pour accueillir les réunions du BEC pendant la transition entre les anciens et nouveaux bâtiments est annulée. Le tournoi universitaire mondial de rugby qu'il devait accueillir est délocalisée, tandis que le terrain d'honneur et le club-house sont saccagés,,. Une plainte est déposée par le club, qui estime les dégâts à plusieurs dizaines de milliers d'euros. Le 11 décembre, les caravanes sont évacuées par les forces de l'ordre. À partir du 12 décembre, alors que les gens du voyage tentent de se réinstaller sur place, une mère de famille bloque l'entrée avec sa voiture jusqu'à l'installation de blocs de béton par les membres du BEC une semaine plus tard. Une nouvelle communauté, installée sur le parking du club, est autorisée par la préfecture de Gironde à rester jusqu'en début d'année 2024.
Le 23 mai 2024, alors que les terrains du club sont occupés par des centaines de caravanes, les constructions modulaires finalement installées sont ouverts à la disqueuse. Le matériel sportif et les équipements électriques qui s'y trouvaient, rachetés grâce à une cagnotte participative, sont volés. Le club dépose plainte pour "vol avec effraction et dégradation" et déplore également les dégâts sur ses terrains, dont la restauration est estimée à près de 100 000 euros,.